# Gonzalo Javier Rodríguez
Pour les articles homonymes, voir Gonzalo Rodríguez et Rodríguez.
Gonzalo Javier Rodríguez Prado, né le 10 avril 1984 à Buenos Aires, est un footballeur international argentin.Il joue au poste de défenseur.

## Biographie
Rodríguez possède 7 sélections (1 but) en équipe d'Argentine.
Il a participé à la Coupe du monde des moins de 20 ans 2003 avec les moins de 20 ans argentins.
En 2006 et 2007, il a souvent été blessé.
Au mois d'août 2012, Rodríguez s'engage en faveur de l'ACF Fiorentina.
Le 26 mai 2017, en fin de contrat avec la Fiorentina, Rodríguez annonce qu'il quitte le club italien. Il décide de revenir en Argentine et de signer dans le club de ses débuts : San Lorenzo.

## Palmarès

### En club
- CA San Lorenzo
  - Vainqueur de la Copa Sudamericana : 2002

- Villarreal CF
  - Vice-Champion d'Espagne : 2008
  - Vainqueur de la Coupe Intertoto : 2004

### En sélection
- Argentine
  - Finaliste de la Coupe des confédérations : 2005